# ۸۷۹ (میلادی)
۸۷۹ (میلادی) هشتصد و هفتاد و نهمین سال تقویم میلادی است.

## درگذشتگان
- یعقوب لیث نخستین پادشاه سلسله صفاری .

‎